# Melanopachycerina albiseta
Melanopachycerina albiseta är en tvåvingeart som först beskrevs av Friedrich Georg Hendel 1907.  Melanopachycerina albiseta ingår i släktet Melanopachycerina och familjen lövflugor. Inga underarter finns listade i Catalogue of Life.